# Igor Wilenowitsch Eidman

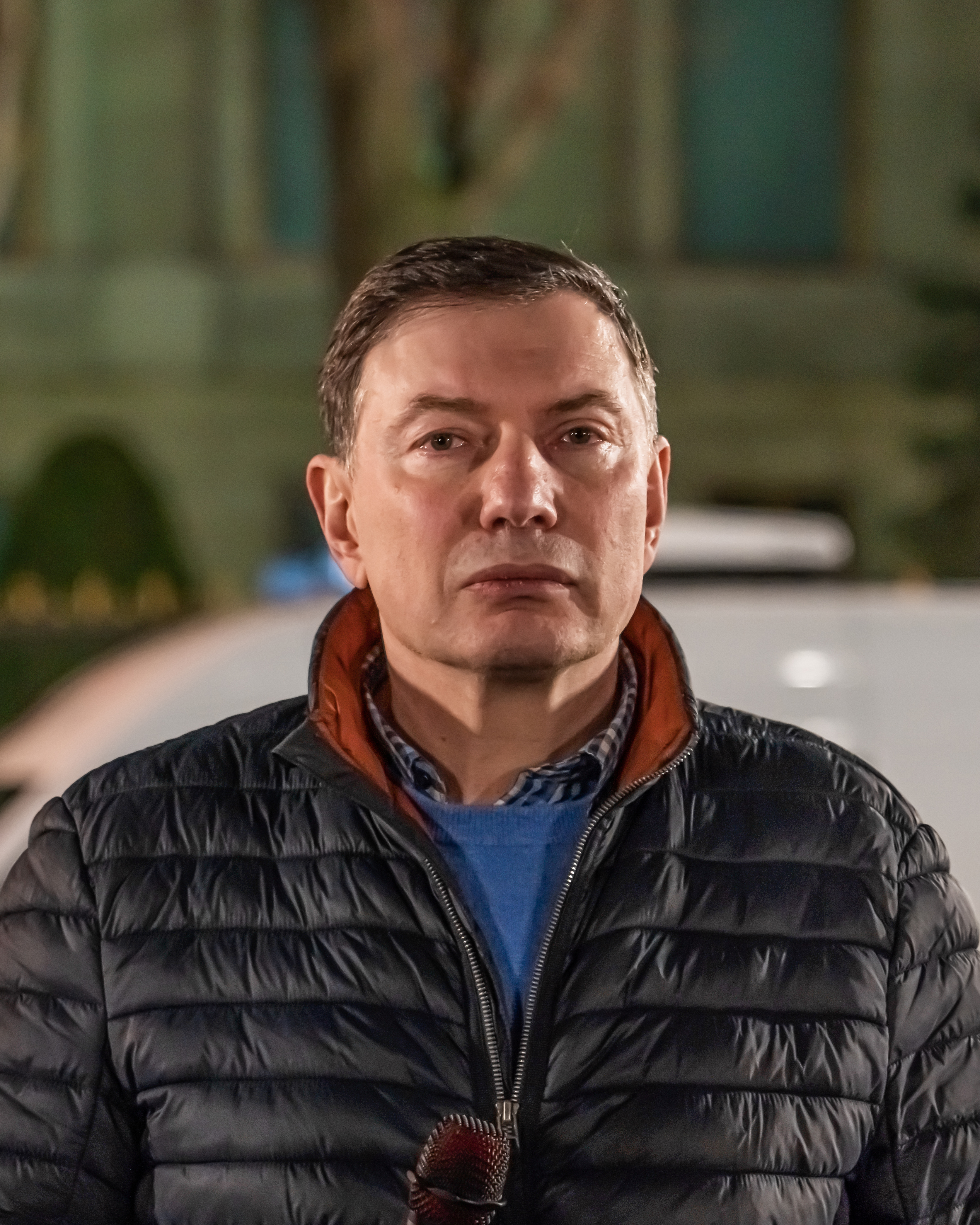
Im Februar 2024

Igor Wilenowitsch Eidman (russisch Игорь Виленович Эйдман; * 25. September 1968 in Gorki, Russische SFSR, Sowjetunion) ist ein russischer Soziologe.

## Leben
Igor Eidman wurde als Sohn eines Arztes geboren. Er ist ein jüngerer Cousin des 2015 ermordeten russischen Politikers Boris Nemzow. Er studierte Geschichtswissenschaft an der Lobatschewski-Universität, arbeitete als Journalist und Herausgeber und als Politikberater für liberale Abgeordnete der Duma.
Eidman war als Kommunikationsdirektor beim Allrussischen Meinungsforschungszentrum (WZIOM), dem größten seiner Art in Russland, beschäftigt. In seinen Artikeln und Vorträgen analysiert er die sozialen und politischen Folgen des Internets und der Entwicklung von sozialen Netzen und publizierte dazu 2007 eine Studie. In der Folge eines Berichtes eines Korrespondenten der New York Times über einen Korruptionsfall, bei dem er als Zeuge genannt war, verlor er seinen Job beim WZIOM und wurde sozial angefeindet. Er verließ daraufhin 2011 mit seiner Familie Russland und zog nach Leipzig.
Journalistische Beiträge, die er 2012 zur Unterstützung der Gruppe Pussy Riot bei Echo Moskwy veröffentlichte, zogen eine Klage der Orthodoxen Kirche Russlands nach sich.
Im 2016 erläuterte er, die Russen unter der Regierung Putins („homo putinicus“ in Anlehnung an den „homo sowjeticus“) seien „Anti-Westler“, bei dem sich sowjetischer Revanchismus mit neu angenommener Religiosität paare. Dies sei das Resultat der „totalen Putinschen Propaganda“ parallel zur Übernahme einer solchen Staatsideologie, die die Atmosphäre einer „belagerten Festung“ schaffe. Eidman ist trotzdem der Meinung, dass die russischen Bürger die Angst in Putins Regime genau so wie unter der kommunistische Diktatur verlieren werden, weil auch „die gerissensten, ehrgeizigsten und selbstbewusstesten Diktaturen“ in der heutigen modernen Welt irgendwann scheitern würden. Er nannte aber auch die Gefahr der Unterwanderung des europäischen demokratischen Staats- und Rechtswesens durch russische korrupte Geschäftspraktiken wie es auch Michail Chodorkowski ganz ähnlich thematisiert.
Seit Dezember 2019 ist er Chefredakteur von M.NEWS, einem internationalen Online-Medium für Nachrichten und Analysen.

## Schriften
Monographien
- Proryv v buduščee. Sociologija internet-revoljucii (Der Durchbruch in die Zukunft. Soziologie der Internet-Revolution). Moskau: OGI, 2007. ISBN 978-5-94282-433-4 (russisch)
- Novaja nacionalʹnaja ideja Putina (Putins neue nationale Idee). Moskau: Algoritm, 2014. ISBN 978-5-4438-0818-5 (russisch)
- Das System Putin. Wohin steuert das neue russische Reich? München: Ludwig Verlag, 2016. ISBN 978-3-453-28083-0 (Verlagsseite)

Artikel
- Der tiefe Schlummer von Putins unsichtbarer Opposition. Aus dem Russischen von Vlada Philipp, in: FAZ, 2. Mai 2015, S. 13.
- Russland ohne Putin. In: NZZ, 10. August 2015.
- Wie Putin versucht, Deutschland zu verändern. In: NZZ, 27. Februar 2016.